# Gorgonius von Rom

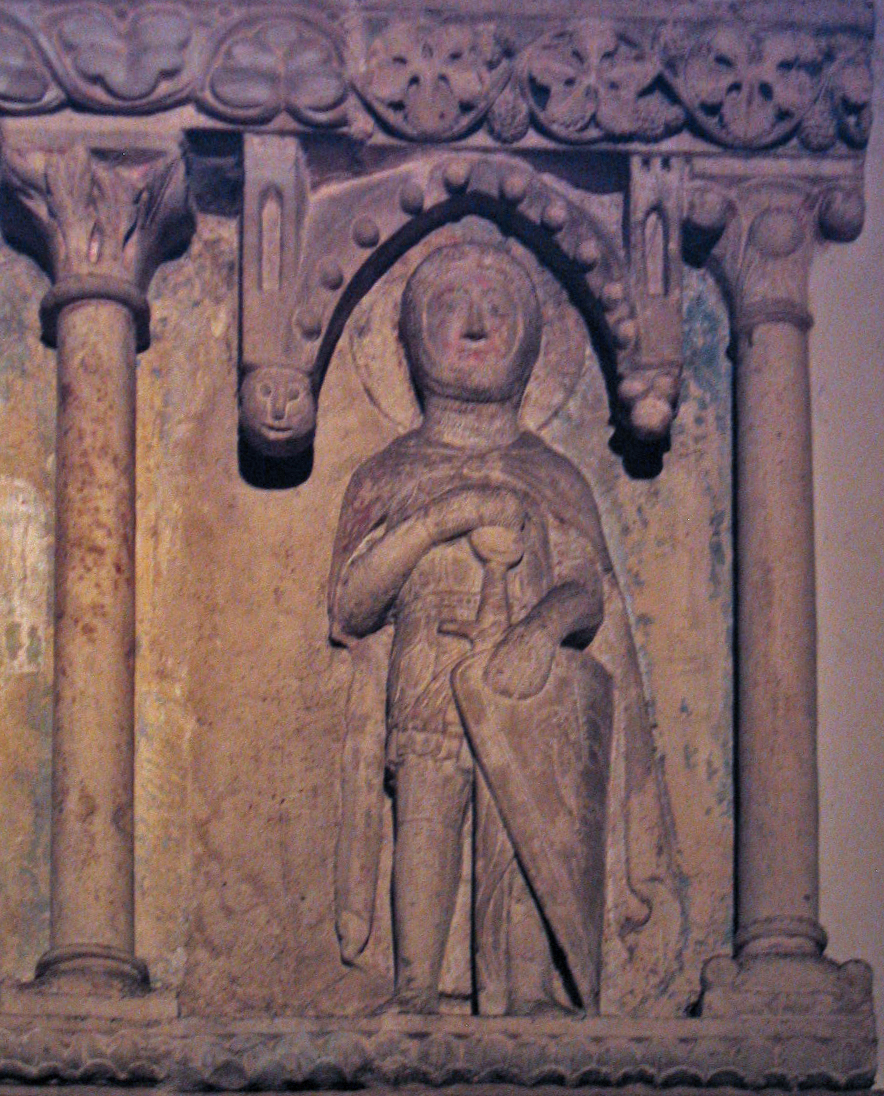
Relief des hl. Gorgonius von Nikomedia im Mindener Dom

Gorgonius von Rom († um 305 in Rom) ist ein frühchristlicher Märtyrer. Er wird in  der katholischen Kirche als Heiliger verehrt. Sein Gedenktag ist am 9. September.
Die Überlieferung besagt, dass Gorgonius in einem frühchristlichen Friedhof mit dem Namen „Inter duas lauros“ (Zwischen zwei Lorbeerbäumen) an der römischen Via Labicana bestattet wurde. Dieses Coemeterium wird heute mit der Katakombe der Heiligen Marcellinus und Petrus identifiziert.

## Gorgonius von Nikomedia
Häufig wird Gorgonius von Nikomedia mit Gorgonius von Rom verwechselt. Auch dieser ist ein frühchristlicher Märtyrer, der in der katholischen Kirche als Heiliger verehrt wird. Über das Leben des Hl. Gorgonius gilt als gesichert, dass er in der Christenverfolgung unter Diokletian in Rom den Märtyrertod erlitt. Nach Lactantius und Eusebius hatte Gorgonius eine hohe Position am Hofe des Kaisers inne. Als die Christenverfolgungen begannen, gehörte er zu den ersten, die einen grausamen Tod fanden. Eine Legende besagt, dass Diokletian die Christen in seinem Haushalt aufdecken wollte und anordnete, dass jeder den römischen Göttern opfern sollte; diejenigen, die sich weigerten, würden als Christen offenbart. Der Erste, der offengelegt wurde, war Diokletians Kammerdiener Petrus Cubicularius, welcher daraufhin einen grausamen Märtyrertod erlitt. Zwei Christen protestierten gegen das schonungslose Vorgehen: Gorgonius, ein Heeresoffizier, und Dorotheus, ein kaiserlicher Kämmerer. Auch sie wurden für ihren Glauben getötet.
Schon in einem Martyrologium aus dem Jahre 354 findet man ihn verzeichnet. Im 8. Jahrhundert gelangten Reliquien des heiligen Gorgonius nach Lothringen in die dortige Abtei Gorze der Benediktiner, einige Zeit später auch nach Minden in Westfalen. Der hl. Gorgonius ist u. a. Schutzpatron folgender Kirchen:
- Mindener Dom
- St. Gorgonius (Niedernstöcken)
- St. Gorgonius (Goldenstedt)
- St-Gorgon (Plovan)
- St-Gorgon (Ville-sur-Yron)

## Ikonographie
Der hl. Gorgonius von Nikomedia wird als Heeresoffizier in ritterlicher Rüstung dargestellt, Schild und Schwert sind ihm als Attribute beigegeben. Häufig wird er mit seinem Leidensgenossen Dorotheus im Moment des Märtyriums dargestellt.

## Bauernregeln
Der Gedenktag des Heiligen gehört zu den sogenannten Lostagen. Es gibt daher mehrere Bauernregeln:
- Bringt Sankt Gorgon Regen, folgt ein Herbst mit wenig Segen.
- Regnet’s an Sankt Gorgon, geht die Ernte verlorn.
- St. Gorgon treibt die Lerchen davon.
- Ist es an Sankt Gorgon schön, wird man vierzig schöne Tage sehn.